# 아바시리시립 아바시리 소학교
아바시리시립 아바시리 소학교(網走市立網走小学校)는 일본 홋카이도 아바시리시에 있는 1884년에 설립된 공립 초등학교다.